# Onirodrome Apocalypse
Onirodrome Apocalypse è il decimo album ufficiale di Deca, pubblicato e distribuito nel 2014 da Atom, etichetta indipendente italiana. 

## L'album
"La mediazione definitiva di tutte le esperienze musicali che ho maturato negli anni, cesellata con cura con un equilibrio formale che forse nemmeno Simbionte riusce ad avere. L'ispirazione è indubbiamente forte, densa, mi ha consentito di trovare la chiave per aprire porte evocative su scenari onirici molto particolari. Alla base c'è tanta progettualità, ma il modo in cui ho creato i suoni e li ho stratificati è frutto del solito istinto sperimentatore. Non ho dubbi nel definire Onirodrome il mio testamento artistico." Questo dichiarava Deca poco dopo l'uscita del disco, lasciando intendere di essere arrivato realmente a un punto cruciale del suo percorso e di avvertire la necessità di un cambiamento di direzione o di un'evoluzione alternativa. Cosa che il successivo album Isole invisibili ha poi confermato.
Onirodrome Apocalypse è un'opera che è nata su due piani differenti, essendo imprescindibile dal romanzo Il futuro è finito scritto da Deca stesso nell'arco di quasi cinque anni a partire dal 2011 e pubblicato nel 2016, firmandolo col suo vero nome. Romanzo che ha come sottotitolo proprio Onirodrome Apocalypse per sancire il legame tra i due lavori, che fanno da contraltare e da compendio l'uno all'altro.
Il disco, la cui lavorazione inizia successivamente all'incipit del romanzo, procede poi di pari passo con la stesura del racconto e ne diventa non tanto una colonna sonora, quanto una narrazione alternativa fatta con suoni ed atmosfere. Ogni brano rappresenta un capitolo del libro, benché quello finale nell'album sia scisso in due parti. Anche le immagini di copertina e tutto l'impianto grafico sono accomunati nel libro e nel disco; dove in quest'ultimo compaiono veri e propri fotogrammi tratti da fatti raccontati nel romanzo.
La musica è strumentale, realizzata con sintetizzatori, campionatori, rumori ambientali. I suoni sono molto elaborati e stratificati e riprendono la linea compositiva di album precedenti, alternando atmosfere minimaliste di grande respiro ad esperimenti sonori tipici del dark ambient.
Onirodrome Apocalypse pur distribuito in modo autonomo ottiene nel tempo valide recensioni sulle principali riviste e webzine musicali.
"Denso, teso, abissale e quantomeno inquietante, “Onirodrome Apocalypse” percorre in otto capitoli i meandri dell’universo subconscio, trascinando l’ascoltatore in un’esperienza sensoriale che trasforma le vibrazioni del suono in visione e percezione profonda. Percorsa da un leit-motiv subliminale di “rumori” indefinibili, l’intera opera è un monumento di atmosfere ansiogene e apparizioni rivelatorie, come ben definisce quell’ Apocalypse del titolo che si aggancia alla dimensione onirica dell’altrettanto accattivante neologismo Onirodrome." scrive Roberto Rocchi su Storia della Musica 
"Otto squarci di irreale bellezza, fughe oniriche sollecitate da armonie allogene e pattern circolari" scrive Aldo Chimenti su Rockerilla

## Il romanzo
La stesura de Il futuro è finito inizia nel 2011 e si conclude nella primavera del 2016. Dunque, il progetto discografico è successivo al romanzo e tuttavia viene dato alle stampe prima del libro. Questa scelta non è mai stata spiegata o giustificata dall'autore. Il quale però ha in più occasioni dichiarato che le due opere, pur indissolubilmente legate dalle stesse ispirazioni e dalla stessa struttura, sono fruibili autonomamente.
Le atmosfere misteriose e distopiche del romanzo sono facilmente rintracciabili nell'album, sia per quanto riguarda il contesto suggerito dalla copertina (che è identica sul libro e sul disco), sia per quanto riguarda le sonorità. Il futuro è finito consta di oltre 500 pagine e il disco sembra proporne una sintesi visionaria attraverso i momenti salienti delle numerose vicende enigmatiche vissute dal protagonista. Riconoscibili negli incipit di alcuni brani i contesti ambientali presenti nel racconto, con i rumori del traffico metropolitano, il passaggio di un rumoroso aereo, lo stormire del vento, le voci stridenti degli invasori.

## Tracce
1. - Alba Obscura - 5:16
2. - Metamorphic Metropolis - 7:07
3. - Vilisa - 5:26
4. - LV Dies - 5:14
5. - Cronotorsione - 6:17
6. - Victor Enigma - 4:54
7. - Onirodrome - 5:12
8. - Apocaplypse - 5:36